# Finsen (Mondkrater)
Finsen ist ein Mondkrater im Südpol-Aitken-Becken auf der Rückseite des Mondes. Er schließt an den südöstlichen Rand des Leibnitz-Kraters an. Sein Auswurfmaterial bedeckt den südöstlichen Teil des Leibnitz-Kraters sowie den nordöstlichen Teil des Von-Kármán-Kraters.
Finsen ist ein relativ junger Krater aus dem Eratosthenischen Zeitalter (3,1–1,1 Milliarden Jahre vor der Gegenwart) mit einer klar ausgebildeten Erscheinung, die nur minimal von späteren Einschlägen überlagert wurde. In der Mitte des Kraters von rund 73 km Durchmesser befindet sich ein Zentralberg mit einem Basisdurchmesser von etwa 15 km. An der Innenseite des Kraterrands gibt es eine Reihe von kurzen Terrassen.
| Buchstabe | Position            | Durchmesser | Link |
| --------- | ------------------- | ----------- | ---- |
| C         | 40,73° S, 175,79° W | 25 km       |      |
| G         | 43,23° S, 175,47° W | 29 km       |      |